# Cercle Ben Gourion
Le Cercle Ben Gourion, dénommé ainsi en mémoire de David Ben Gourion ancien premier Premier ministre d’Israël, est une association sans but lucratif de la communauté juive de Belgique et de leurs amis fondée en 1979 qui a pour objet l’organisation, de manifestations et festivités dans le domaine culturel, politique, social récréatif, sportif, et du traitement et de la diffusion d’information.
Accessoirement, cette association tisse le lien des Juifs de Belgique avec leurs proches en Israël. Cette association est la seule association complètement autofinancée qui ne vit pas de subsides des contribuables par rapport aux autres associations communautaires en Belgique.
Le Cercle Ben Gourion lutte également contre l’antisémitisme et veille à la promotion, par tous moyens, de l’éducation juive auprès de la communauté juive de Belgique ou à l’étranger et de la population belge en général.
Dans ce but, le cercle édite un mensuel Contact J, et produit une radio appelée Radio Judaica, une radio communautaire non commerciale qui émet en permanence sur les ondes de la bande FM 90.2. Cette radio est reconnue et soutenue par la Communauté française de Belgique.